# روابط اوگاندا و ترکیه

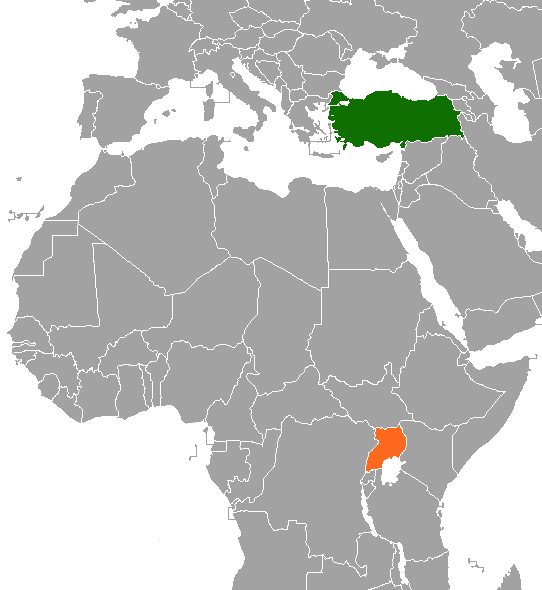
مکان های ترکیه و اوگاندا

روابط اوگاندا و ترکیه روابط خارجی بین اوگاندا  و ترکیه است. سفارت ترکیه در کامپالا در آوریل ۲۰۱۰ گشایش یافت. سفارت اوگاندا در آنکارا  در جولای ۲۰۱۳ افتتاح گردید.

## دیدارهای دوجانبه
در می ۲۰۱۰ یووری موسونی رئیس‌جمهور اوگاندا راهی ترکیه شد و با عبدالله گل دیدار داشت. در ۳۱‍ می ۲۰۱۶ رجب طیب اردوغان در دیداری دو روزه در کامپالا با یووری موسونی دیدار داشت. سفارت ترکیه در کامپالا در آوریل ۲۰۱۰ گشایش یافت. سفارت اوگاندا در آنکارا  در جولای ۲۰۱۳ افتتاح گردید.

## روابط اقتصادی
حدود ۲۰ شرکت ترک در اوگاندا فعالیت دارند. عمده این شرکت ها در حوزه های واردات مواد غذایی خشک، پوشاک، منسوجات، صنایع الکترونیکی، مدیریت رستوران و ساخت و ساز فعال هستند که مجموعاً ۱۵۰ میلیون دلار سرمایه گذاری کرده اند.
در سال ۲۰۱۵ حجم مراودات اقتصادی دو کشور ۲۹ میلیون دلار بود. از این مقدار ۲۲ میلیون دلار مربوط به صادرات ترکیه است. در سال ۲۰۱۸ حجم مراودات مالی ۴۰ میلیون دلار گزارش شده است. ساخت خط آهن به طول ۲۷۳ کیلومتر که کامپالا را به شهر امباله در مرز کنیا وصل می کند به ارزش ۲ میلیارد و ۲۰۰ میلیون دلار به شرکت ترکیه ای یاپی مرکزی (Yapı Merkezi) واگذار شده است.

## روابط اجتماعی
آموزش‌های مذهبی به علمای اوگاندا و انتقال تجارب صنعتی و کشاورزی در مراکز ترکیه، اهدای تجهیزات تولیدی به یک تعاونی کشاورزان اوگاندایی، اهدای هزاران جلد قرآن، ساخت مسجد و پرورشگاه و زمین بازی از دیگر اقدامات ترکیه است.

## همکاری نظامی
ترک ها در اوگاندا در آموزش نظامی ارتش این کشور مشارکت دارند.